# Thomas Scotto
Thomas Scotto (Thomas Scotto di Vettimo), né le 6 juin 1974 à Saint-Germain-en-Laye (Yvelines), est un écrivain français.

## Biographie
Après de courtes études de lettres à Tours, Thomas Scotto profite de la naissance de sa première fille, en 1995, pour écrire. Activité qu’il poursuit à la naissance de sa seconde fille en 1998. Ses premiers textes sont publiés la même année. Il n'a, par la suite, jamais cessé d'écrire :  poésies, albums, nouvelles, romans.
En 2006, la revue Griffon lui consacre un numéro entier dans lequel des artistes et écrivains tels que Anne Sylvestre, Philippe Besson, Philippe Barbeau, François Martin, etc. s’expriment à son sujet.
Thomas Scotto est publié par de nombreux éditeurs jeunesse notoires, dont les éditions du Rouergue, les éditions Thierry Magnier, Actes sud junior, ou Sarbacane.
Ses ouvrages sont illustrés par plusieurs artistes-illustrateurs tels que Benjamin Adam, Régis Lejonc, Éric Battut ou Olivier Tallec.
Il anime régulièrement des ateliers d’écriture, des rencontres en milieu scolaire, en France et à l'étranger (Liban, Maroc), des lectures publiques et des lectures dessinées de ses textes (avec Alfred, Régis Lejonc, etc.), ainsi que des lectures dansées.
Il crée en 2015, avec les écrivains Gilles Abier et Cathy Ytak : L'Atelier du Trio, afin de promouvoir la lecture à voix haute, par des lectures publiques, des expositions.
En 2015 également, aux éditions Thierry Magnier, il publie sa première bande dessinée,, dessinée par Régis Lejonc, Kodhja,. Thomas Scotto avait écrit le texte il y a plus de 10 ans, et il avait alors été refusé par l'éditeur,. L'album est né d'un travail de quatre années avec Régis Lejonc. L'ouvrage est « coup de cœur » 2016 du Centre national de la littérature pour la jeunesse (BnF), pour qui il est « une déambulation qui se révèle être un magnifique adieu à l'enfance ».
Il est récompensé d'un prix international en 2016, le prix Chen Bochui International Children’s Literature Awards,, pour son album Une guerre pour moi (illustré par Barroux), décerné à Shangaï (Chine).
Il est membre, de 2020 à 2022, de la commission "Littérature de jeunesse" pour le Centre National du Livre.
En 2021, son roman ado Quelques secondes encore" (éditions Nathan) est sélectionné pour le Prix Vendredi.
En 2023, Thomas Scotto est nommé Chevalier Des arts et des Lettres.

## Œuvres

### Albums
- Tout ce qui conte, (illustrations Nicolas Lacombe), éditions Balivernes, décembre 2023
- Mur-mures, (illustrations Lucie Albon), éditions Le Diplodocus, sept 2023.
- Demain dans une demi-heure, (illustrations Claire Gaudriot), éd. A pas de loups, sept 2023.
- Le roi de la blague, (illustrations  Vanessa Hié), éd. A pas de loups, juin 2022.
- Dans le ventre du loup, (illustrations Carmen Mok), éditions D'eux, 2021.
- A fonds les manettes (illustrations Felix Rousseau), Livre-CD, éditions Benjamins Média, 2021.
- La révolte de Sable (illustrations Mathilde Barbey), éditions du Pourquoi pas, 2021.
- La fleur qui me ressemble, Loïe Fuller, (illustrations Nicolas Lacombe), éditions L'élan vert, Coll. Pont des arts, 2019.
- Notre neige à nous (illustrations Marie Novion), éditions Mango Jeunesse, 2019
- 7 jours et après (illustrations Annelore Parot), éditions Gautier-Languereau, 2018.
- Une somme de souvenirs (illustrations Annaviola Faresin), éditions Notari, 2018.
- Kado, (illustrations Éric Battut), éditions A pas de loups, 2017.
- Y aura quelqu’un, (illustrations Csil), éditions Frimousse, 2017.
- Mes amis de partout, (photos Isabelle Simon), éditions L’initiale, 2016.
- Sans Ailes, (illustrations Csil) éditions A pas de loups, 2016.
- Kodhja[5],[8],[10],[9], (illustrations Régis Lejonc) éditions Thierry Magnier, octobre 2015.
- Un tout petit point, Pop up Arno Célérier), éditions Les apprentis Rêveurs, 2015.
- Anton, l’éléphant peintre[15], album (illustrations Domas), éditions Bamboo, 2015.
- Le grand écart, album (illustrations Lucie Albon), éditions Le Diplodocus, 2015.
- Une guerre pour moi… (illustrations Barroux), Editions les 400 coups, Montréal. Mai 2015.
- Un bond de géant, album (illustrations Barroux), éd. Kilowatt, 2014.
- La rentrée de la petite sorcière, album Bayard jeunesse, Coll. Les belles histoires, 1999, 2003 et 2012.
- Jérôme par cœur[16], album (illustrations Olivier Tallec), Actes sud junior, 2009 ; rééd. 2015.
- Si polis, et tout, et tout, Thierry Magnier, 2007.
- Sables émouvants (illustrations Éric Battut), Milan Jeunesse, 2007.
- Mon papa migrateur, ill. Élodie Nouhen, Sarbacane, 2006.
- La dentriste, album (illustrations Jean-François Martin), Thierry Magnier, 2006; rééd. Actes sud junior, 2015.
- Un flocon d’amour, Actes Sud Junior, 2005.
- Rendez-vous n’importe où, (illustrations Ingrid Monchy) Thierry Magnier, 2003.
- Monsieur Wilson, éditions Escabelle, Transmettre, 2011.
- Sans Ailes, Sarbacane, 2004.
- Les gens d’autour du feu, Sarbacane, 2004.
- La chambre jungle, Coll. Les grands voyages d’Eliott et Louna, 2003.
- La télé fusée, Sarbacane, Coll. Les grands voyages d’Eliott et Louna, 2003.
- La rivière baignoire, Sarbacane, Coll. Les grands voyages d’Eliott et Louna, 2003.
- Le frigo banquise, Sarbacane, Coll. Les grands voyages d’Eliott et Louna, 2003.

### Romans jeunesse
- De pire en pire, co-auteurs Cathy Ytak, Gilles Abier (L'Atelier du Trio), illustrations Claire Czajkowski. éditions du Pourquoi pas ?, 2022.
- Votez Victoire !, Editions Ecole des loisirs, mars 2022.
- Même mon prénom est une chanson, Editions Actes Sud junior, 2021.
- Ma grand-mère en container, Thierry Magnier, Petite Poche 2019 (1ère édition 2005).
- Mille et une miettes (illustration Madeleine Pereira), romans jeunesse, éditions du Pourquoi pas, 2018.
- Moi et ma bande / Zélie et moi (Cathy Ytak), roman jeunesse, éditions du Rouergue, 2017.
- Le garçon d’écume / Le garçon des rives[17] (Cathy Ytak), roman jeunesse, Le rouergue, collection Boomerang, 2013.
- Comme un sourire qui flotte,éditions du Pourquoi pas, 2013.
- Mon amoureuse pour de vrai, Actes Sud Junior, février 2013.
- Le Duel des frères Flint, ill. Benjamin Adam, Actes Sud Junior, 2012.
- Droit devant, pour un peu, c’est toute une aventure[5], roman jeunesse, Thierry Magnier, Petite Poche, 2011.
- Tutto va bene (C’est de l’italien !),roman jeunesse, Thierry Magnier, Petite Poche, 2009.
- La première larme, roman jeunesse, Actes Sud Junior, 2008.
- Un poussin mouillé sur le bord de la route[5], éditions Thierry Magnier, Petite Poche, 2008.
- La vie de papa, mode d’emploi, Actes Sud Junior, 2009.
- Ma grand-mère en container, Thierry Magnier, Petite Poche, 2005.
- Pirates du dimanche, Actes Sud junior, Coll. Cadet, 2006.
- Sans toit ni moi, Thierry Magnier, Coll. Petite poche, 2004.
- Le baiser du serpent, Syros, Coll. Souris noire, 2000 et 2004.
- Les infernaux, Thierry Magnier, Coll. Petite poche, 2003.
- A la folie, plus du tout, Actes Sud Junior, Coll. Les premiers romans, 2003
- Moi, faut plus me raconter d’histoires !, Syros, Coll. Mini syros, 1999.
- Vincent l’invisible, Syros, Coll. Mini souris, 1999.
- La toupie magique, Epigones, Coll. Myriades, 1999.
- J’ai démasqué le facteur, Père Castor Flammarion, Coll. Les trois loups : Loup-garou, 1999.
- Tu as perdu ta langue ?, Actes Sud junior, Les premiers romans : Cadet, 2002.
- Les Biglettes de Timéo, texte de Thomas Scotto, ill. Jacques Azam, Épigones, 1998.

### Romans ados
- Les 9 vies extraordinaires de la princesse Gaya, (collectif), (illustrations Régis Lejonc), éditions Little Urban, octobre 2023
- Quelques secondes encore, éditions Nathan, Collection "Court toujours", 2021.
- Dans un brouillard de poche (illustrations Madeleine Pereira), éditions du Pourquoi pas, 2020.
- Va te changer !, texte théâtralisé pour ados, co-auteurs Cathy Ytak, Gilles Abier (L'Atelier du Trio), éditions du Pourquoi pas ?, 2019.

- Juste une étincelle, éditions Nathan, coll. « Mes années collèges », 2015.
- Libres d’être, (images T. Scotto), éditions du Pourquoi Pas ?, (avec Cathy Ytak), 2016.
- La vie encore, (Illustrations Zoé Thouron) Editions du Pourquoi pas, 2014.
- ... Ma tempête de neige[18], Actes Sud Junior, collection « D’une seule voix », 2014.

### Poésie
- Aux filles du conte, manifeste poétique. Illustrations Frédérique Bertrand, éditions du Pourquoi Pas, 2022
- Molly Sanderson, livre d'artiste (illustrations Affiche moilkan), éditions Papier Gâchette 2021.
- L’amour/ l’indispensable, éditions l’épicerie de l’orage, 2013.
- Dans ma maison, poésie, éditions La Maison est en carton, 2010.
- Pensées en suspension et autres points…, ill. Thierry Murat, Edition l’Edune, 2010.
- Comptines douces comme le miel, Actes Sud junior, Coll. Les Petits bonheurs, 2002.
- Le chant secret des tam-tams, ill. de Daniel Maja, Actes sud Junior, 2001.
- Comptines des sables, Actes Sud Junior, 1999.
- Comptines des inséparables, Actes Sud junior, Coll. Les Petits bonheurs, 1998.
- Comptines au long des rues, Actes Sud Junior, 1998.

### Nouvelles pour la jeunesse
- Mi-ange mi-démon[19],   recueil de nouvelles, éditions Thierry Magnier, 2011.

Collectif
- 12 histoires de Liberté, Égalité, Fraternité, recueil, Éditions Escabelle, 2011.
- Sauve qui peut les vacances!, Nouvelles (collectif), Thierry Magnier, 2013.
- Vivre livre, collectif, Editions du Pourquoi Pas ?, 2016.

## Prix et distinctions
- Prix Chen Bochui International Children’s Literature Awards 2016[11],[20],[12], pour Une guerre pour moi (illustré par Barroux)
- Finaliste Prix des libraires du Québec 2016[21], catégorie jeunesse, pour Une guerre pour moi
- Sélection pour le Prix Vendredi 2021 pour le roman Quelques secondes encore.

Trois de ses ouvrages font partie de la « Bibliothèque idéale » du Centre national de la littérature pour la jeunesse (BnF) en 2024 : Mi-ange mi-démon (2011), Kodhja (2015) et Quelques secondes encore (2021).

### Décoration
Thomas Scotto a été nommé Chevalier Des Arts et Lettres en novembre 2023.

## Documentation
- « Thomas Scotto », Revue Griffon, n°202, mai-juin-juillet 2006[4]

## Adaptation de son œuvre
Au théâtre
- Rendez-vous n'importe où, d'après son ouvrage éponyme publié en 2003, compagnie Gingolph Gateau, création 2005, toujours disponible en tournée[23]
- La collection fabuleuse d’Aliester de Naphtalène, texte original, création 2012, toujours disponible en tournée[24]
- Rendez-vous n'importe où, d'après son ouvrage éponyme publié en 2003, compagnie l'Atelier qui rêve, création 2014[25], tournées 2015
- M.Wilson, d'après son ouvrage éponyme par la compagnie La Bobèche, création 2015, toujours disponible en tournée[26]

Adaptation Sonores
- Durant le Confinement 2020 Thomas Scotto a proposé sur sa chaine Youtube un certain nombre de lecture de ces textes